# Tapen (Wanadadi)
Tapen is een bestuurslaag in het regentschap Banjarnegara van de provincie Midden-Java, Indonesië. Tapen telt 2156 inwoners (volkstelling 2010).